# ناحیه فلورانس، میشیگان
ناحیه فلورانس (به انگلیسی: Florence Township) یک منطقهٔ مسکونی در ایالات متحده آمریکا است که در شهرستان سنت ژوزف، میشیگان واقع شده‌است.
 ناحیه فلورانس ۸۷٫۴ کیلومتر مربع مساحت و ۱٬۴۳۶ نفر جمعیت دارد و ۲۴۸ متر بالاتر از سطح دریا واقع شده‌است.